# Герб Сингапура
Герб Сингапура —  официальный символ островного государства Сингапур, расположенного в Юго-Восточной Азии. 
Герб был принят в 1959 году, когда Сингапур получил самоуправление в составе Британской империи. Комитет во главе с заместителем премьер-министра То Чин Чаем принял герб, а также государственные флаг и гимн Сингапура. Государственный герб может использовать только правительство, однако он широко используется на государственных деньгах и знаках отличий, а также на паспорте граждан Сингапура.
В 1963 году в результате референдума Сингапур вошел в Федерацию Малайзия, на гербе которой были представлены эмблемы входящих в неё территорий. После выхода Сингапура из Федерации в 1965 году, восстановлен в употреблении прежний герб 1959 года.

## Описание
Герб Сингапура представляет собой червленый щит, на котором изображен серебряные полумесяц рогами вверх и над ним пять пятиконечных звезд, положенными в круг.
Щитодержатели — восстающие лев и тигр (смотрящие впрям) натуральных цветов, стоящие на двух золотых пальмовых листьях с лазоревой лентой на которой золотыми литерами начертан девиз на малайском языке: «Majulah Singapura».

## Символика
Новая луна символизирует молодую нацию на подъёме, а пять белых звёзд отражают различные национальные идеи, включая мультикультурализм. Герб поддерживают восстающие лев и тигр настороже, символизирующие собственно Сингапур и Малайзию, в которую он ранее входил соответственно. 
Под ними — голубая лента с золотой надписью Majulah Singapura, что в переводе с малайского означает «Вперёд, Сингапур!».

## История
После того как Сингапур получил самоуправление в 1959 году, премьер-министр Ли Куан Ю решил создать новый государственный герб, чтобы заменить британский герб, бывший в употреблении до тех пор. Был создан комитет по разработке государственных символов, который возглавил заместитель премьер-министра То Чин Чай. Согласно его видению, флаг и герб Сингапура должны были отражать единство государства и его многонациональное общество. Государственные символы комитет во главе с То Чин Чаем создал в течение двух месяцев. Министр культуры С. Раджаратнам вынес на рассмотрение в парламент законопроект о новых государственных символах, утверждённый в ноябре 1959 года. 3 декабря 1959 народам Сингапура впервые были представлены государственный герб, флаг и гимн.
То Чин Чай в интервью 1989 года вспоминал, что, когда он получил задание создать государственные символы, кроме гимна надо было создать ещё и флаг и герб. И тогда же он почувствовал, что новый флаг Сингапура должен развеваться рядом с британским. То Чин Чай о разработке герба:
«Для государственного герба мы взяли пять звезд и молодой месяц... Лев рядом с тигром. Тигр, конечно, более присущее нашей местности животное, чем лев. Старый городской совет использовал символ льва. Это действительно резонировало с нашими собственными представлениями о самоуправлении Сингапура.»

## Символизм
Центральная эмблема герба — красный щит и пять белых звёзд, покоящихся над белым полумесяцем. Подобные звёзды и полумесяц использованы в сингапурском флаге и национальном морском флаге для гражданских судов. Красный цвет символизирует «общее братство и равенство людей», а белый — «всеобъемлющую и вечную чистоту и добродетель». Полумесяц отражает «молодую нацию, которая растет», а пять звезд — «национальные идеалы: демократию, мир, прогресс, справедливость и равенство». Щит поддерживают слева лев, а справа — тигр. Лев символизирует Сингапур, а тигр — тесную историческую связь Сингапура с Малайзией, в составе которой он был с 1963 по 1965 год. На голубой ленте внизу герба золотыми буквами написан девиз Сингапура: Majulah Singapura, что на малайском означает «Вперёд, Сингапур!». Такое же название и у государственного гимна. Малайский язык — один из официальных государственных языков Сингапура.

## Использование
В 1985 году денежно-кредитное управление Сингапура (MAS) начало выпуск второй серии монет. На их обратной был изображён государственный герб, окружённый надписью с названием Сингапура на четырёх официальных языках (китайский, малайский, тамильский и английский), а также год чеканки. В 1987 году были выпущены долларовые монеты с аналогичным изображением. Согласно информации управления MAS, герб также появлялся на всех сингапурских банкнотах, начиная с «орхидейной» серии в 1967 году. Государственные награды Сингапура также содержат изображения герба. Например, медальоны Darjah Utama Temasek и Sijil Kemuliaan используют полный вариант герба, тогда как на медали Darjah Utama Bakti Cemerlang изображён только щит.

## Рекомендации по использованию
Согласно «Закону о национальных гербе, флаге и гимне Сингапура», герб может использовать только правительство. Без надлежащим образом оформленного разрешения Министерства информации, коммуникации и искусств (MICA) ни один гражданин или группа граждан не имеют права печатать (в виде листовок, визиток и так далее), издавать (книги, журналы и так далее), производить или продавать предметы, в которых использован государственный герб, а также запрещено способствовать деятельно или праздно таким противоправным действиям. Также запрещено использовать любые символы, которые можно легко спутать с гербом. Чтобы использовать государственный герб в литературной работе, необходимо получить предварительное разрешение из министерства. Закон предусматривает единственное исключение: герб могут использовать правительства и министры во внешнем оформлении своих домов, а также на печатных документах.